# Rock River (fiume)
Il Rock River è un affluente del fiume Mississippi.
È lungo approssimativamente 481 km e attraversa gli Stati del Wisconsin e dell'Illinois.
Nasce nel sudest del Wisconsin, nelle paludi di Theresa, situate nella contea di Dodge, a circa 27 km dalla città di Fond du Lac. Scorre in direzione sudest attraversando le paludi di Horicon per poi serpeggiare in direzione sud tra il fiume Wisconsin e il lago Michigan. Attraversa poi Watertown, ricevendo le acque dagli affluenti Crawfish River e Bark River. Nel nord della contea di Rock confluisce con un altro affluente, lo Yahara River, e scorre sempre verso sud attraverso le città di Janesville e Beloit, nell'Illinois settentrionale, dove confluisce con il Pecatonica River.
Scorre ancora verso sud nei pressi di Rockford, poi vira a sudovest dove lambisce le cittadine di Oregon, Dixon, Sterling e Rock Falls, prima di confluire nel Mississippi all'altezza di Rock Island. Ronald Reagan ha svolto il servizio di guardaspiaggia proprio lungo il Rock River, per la precisione a Dixon.